# Bacon (Nick Jonas)
Bacon è un singolo del cantante statunitense Nick Jonas cantato in duetto con il rapper americano Ty Dolla Sign. È stato pubblicato il 12 luglio 2016 in tutto il mondo come il secondo singolo estratto dal suo terzo album in studio Last Year Was Complicated.

## Il brano
Il brano è stato scritto da Nick Jonas, Priscilla Renea, Ty Dolla Sign e Sir Nolan.

## Esibizioni
Il 28 agosto 2016, Jonas e Ty Dollar Sign hanno eseguito il brano agli MTV Video Music Awards 2016 Il cantante ha cominciato a cantare nelle cucine del fast food Tick Tock a New York per poi servire i clienti seduti ai tavoli

## Classifiche
| Classifica (2016)        | Posizione massima |
| ------------------------ | ----------------- |
| Stati Uniti (Mainstream) | 37                |
| Stati Uniti (Rhythmic)   | 35                |